# 박승연
박승연(1993년 6월 26일~)은 대한민국의 배우, 가수이다.

## 학력
- 2012년~ 동국대학교 조소과 휴학

## 경력
- 2016년~2019년 그룹 마틸다 멤버

## 출연

### 방송

#### 드라마
- 2017년 네이버TV 《어린 공주》 - 서주리 역
- 2019년 JTBC 《눈이 부시게》
- 2021년 KBS 2TV 《경찰수업》 - 민재경 역
- 2021년 네이버TV 《두 명의 우주》
- 2024년 KBS 2TV 《페이스 미》 - 김다희 역
- 2025년 웹드라마 《오늘도 참는 중입니다》 - 김유나 역

#### 예능
- 2016년 KBS 2TV 《불후의 명곡 - 전설을 노래하다》 - 〈김동찬 편〉 - 출연자(2016.04.16)
- 2017년 KBS 2TV 《불후의 명곡 - 전설을 노래하다》 - 〈엄정화 편〉 - 출연자(2017.02.04~2017.02.11)
- 2018년 채널A 《아빠본색》 - 출연자(박학기, 송금란, 박정연과 함께 출연)

### 공연

#### 뮤지컬
- 2014년 《해를 품은 달》

## 음반

### 비정규
- 2016년 《Macarena》
  - 〈Macarena〉
  - 〈Macarena (Inst.)〉
- 2016년 《SUMMER AGAIN》
  - 〈SUMMER AGAIN〉
  - 〈SUMMER AGAIN (Sketch Ver.)〉
  - 〈SUMMER AGAIN (Inst.)〉
- 2016년 《Bad》
  - 〈넌 Bad 날 울리지마〉
  - 〈넌 Bad 날 울리지마 (Inst.)〉
- 2017년 《초인가족 2017 OST Part 2》
  - 〈토닥토닥〉
  - 〈토닥토닥 (Inst.)〉
- 2018년 《가을과 겨울 사이》

### 참여
- 2016년 《불후의 명곡 - 전설을 노래하다》(김동찬 편)
  - 〈봉선화 연정〉
- 2017년 《불후의 명곡 - 전설을 노래하다》(엄정화 편)
  - 〈다 가라〉
- 2017년 《초인가족 2017 OST》
  - 〈토닥토닥〉